# アドラーフルーク
アドラーフルーク（Adlerflug、2004年3月3日 - 2021年4月5日）は、ドイツの競走馬、種牡馬である。主な勝ち鞍は2007年ドイチェスダービー、2008年ドイツ賞。種牡馬としてドイツ・リーディングサイアー（2020年 - 2021年）。凱旋門賞馬トルカータータッソなどの父。

## 戦績

### デビュー前
シュレーダーハン牧場のゲオルク・フォン・ウルマンによって生産および所有された。

### 2歳（2006年）
11月5日、ペーター・シールゲン調教師の厩舎でデビューし、EBF競走の2歳未勝利戦を5着に終えた。

### 3歳（2007年）
アドラーフルークは、2007年から新たにシュレーダーハン牧場の調教師となったイェンス・ヒルシュバーガー調教師のもとに転厩した。
4月6日の3歳初戦を勝利し、その後ミュルハイム競馬場のドイチェスダービートライアル（L）では6着に敗れたものの、5月28日のハノーヴァー空港大賞（L）を勝利。なお、ハノーヴァー競馬場で施行されるドイチェスダービーの前哨戦からは、ニカロン（2005年）、スキャパレリ（2006年）と2年連続でドイチェスダービー馬が輩出されていた、
7月1日、ドイチェスダービー（G1）に出走。ヒルシュバーガー師は同レースに当馬に加えてバイエルンクラシック（G3）勝ち馬パージャンパンチ、サマーストームの3頭出しを行っており、テリー・ヘリヤーは5月28日のバイエルンクラシックに続いてダービーでもパージャンパンチに騎乗した。アドラーフルークの鞍上にはノルウェー人騎手フレデリク・ヨハンソンが迎えられた。競走は、パージャンパンチが追われて逃げる重馬場（Weich）としては早い展開となった。直線に入ったアドラーフルークは1頭他馬と違うスピードを見せ、2着馬アンテクに7馬身差をつけて優勝した。シュレーダーハン牧場の競走馬によるドイチェスダービー勝利としては、1976年のスタイヴアザント以来のものであった。
続いて9月2日のバーデン大賞（G1）に出走。ヘリヤーは55kgの斤量で騎乗できないため、引き続きヨハンソンの手綱となった。1番人気に支持されたが、キジャーノのクビ差2着に敗れた。競走後、ヒルシュバーガー師は「もう少し軟らかい馬場であればより良かったでしょう」と語った。

### 4歳（2008年）
4月27日にガーリンク賞（G2）で始動して1番人気に支持されたが、2番人気オリエンタルタイガーの7着と大敗した。陣営は、アドラーフルークが最終コーナーで体勢を崩し、突き放されてしまったことを指摘した。
6月29日のハンザ賞（G2）では、7戦無敗のバーデン経済大賞（G2）勝ち馬イッツジーノに次ぐ2番人気となり、直線では一時抜け出す勢いを見せたが、優勝馬エガートン、2着馬イッツジーノに先着されて3着に敗れた。
良馬場（Gut）で3連敗が続いたアドラーフルークだが、迎えた7月20日のドイツ賞（G1）は雨中の不良馬場（Schwer）での施行となった。競走では初めてアドラーフルークが逃げを打つ形で走り、これに1番人気キジャーノとイッツジーノが続く展開となり、最終的にアドラーフルークがキジャーノに7馬身差をつける逃げ切りで圧勝した。
9月7日のバーデン大賞に出走したが、同年のドイチェスダービー馬カムジンの2着に敗れた。ヒルシュバーガー師は勝ち馬が強かった旨を述べた。

### 5歳（2009年）
フランスのガネー賞（G1）に出走してヴィジョンデタの3着となった。
5月、シャンティイ大賞（G2）のための調教中に骨折を発生し、ニューマーケットの馬病院で医師イアン・ライトの手術を受けたのちに競走馬を引退した。

## 競走成績
以下の内容は、Racing Post、Deutscher Galoppの情報に基づく。
| 競走日     | 競馬場           | 競走名                     | 格  | 距離（馬場）  | 頭数 | 枠番 | 馬番 | 着順 | タイム   | 着差      | 騎手         | 斤量 | 1着馬（2着馬） |
| ---------- | ---------------- | -------------------------- | --- | ------------- | ---- | ---- | ---- | ---- | -------- | --------- | ------------ | ---- | -------------- |
| 2006.11.05 | ハノーヴァー     | BMWハノーヴァー支店賞      | EBF | 芝1600m（重） | 7    | 1    | 1    | 05着 | -        | 5馬身     | T.ヘリヤー   | 58.0 | Waldliebe      |
| 2007.04.06 | ブレーメン       | ブラックサムベラミーレネン |     | 芝2200m（良） | 8    | 6    | 2    | 01着 | 02:26.64 | 短アタマ  | T.ヘリヤー   | 56.5 | （Belmundo）   |
| 0000.05.01 | ミュルハイム     | 独ダービートライアル       | L   | 芝2200m（良） | 8    | 8    | 1    | 06着 | -        | 5馬身     | J.パリク     | 57.0 | First Stream   |
| 0000.05.28 | ハノーヴァー     | ハノーヴァー空港大賞       | L   | 芝2200m（重） | 7    | 7    | 2    | 01着 | 02:23.21 | 5馬身     | F.ヨハンソン | 55.9 | （Prinz）      |
| 0000.07.01 | ハンブルク       | 独ダービー                 | G1  | 芝2400m（重） | 15   | 15   | 12   | 01着 | 02:36.57 | 7馬身     | F.ヨハンソン | 58.0 | （Antek）      |
| 0000.09.02 | バーデンバーデン | バーデン大賞               | G1  | 芝2400m（良） | 9    | 9    | 7    | 02着 | -        | クビ      | F.ヨハンソン | 55.0 | Quijano        |
| 2008.04.27 | ケルン           | ガーリンク賞               | G2  | 芝2400m（良） | 10   | 6    | 1    | 07着 | -        | 6馬身 3/4 | T.クウィリー | 59.0 | Oriental Tiger |
| 0000.06.29 | ハンブルク       | ハンザ賞                   | G2  | 芝2400m（良） | 9    | 6    | 1    | 03着 | -        | 1馬身 3/4 | T.ヘリヤー   | 60.0 | Egerton        |
| 0000.07.20 | デュッセルドルフ | ドイツ賞                   | G1  | 芝2400m（不） | 6    | 7    | 1    | 01着 | 02:37.58 | 7馬身     | F.ヨハンソン | 60.0 | （Quijano）    |
| 0000.09.07 | バーデンバーデン | バーデン大賞               | G1  | 芝2400m（重） | 6    | 3    | 1    | 02着 | -        | 2馬身 1/2 | F.ヨハンソン | 60.0 | Kamsin         |
| 2009.04.26 | ロンシャン       | ガネー賞                   | G1  | 芝2100m（良） | 8    | 4    | 5    | 03着 | -        | 3/4馬身   | A.d.フリース | 58.0 | Vision D'Etat  |

## 種牡馬時代
種牡馬入り後はシュレーダーハン牧場で繋養された。
2020年のドイチェスダービーでは産駒によるワンツーフィニッシュがあり、そのダービー1着馬インスウープが2020年の凱旋門賞で2着に入り、さらにダービー2着馬トルカータータッソは後の2021年の凱旋門賞で優勝するという成績を果たした。
2021年には種付料が自己最高の1万6000ユーロ（約208万円）に達していたが、同年4月5日の種付け中に急死した

## 種牡馬成績

### 主な産駒
- 2011年生
  - Ito / イトウ（バイエルン大賞、バーデン経済大賞、ガーリンク賞）[33]
- 2012年生
  - Iquitos / イキートス（バーデン大賞、ダルマイヤー大賞、バイエルン大賞、バーデン経済大賞2回）[34]
- 2014年生
  - Lacazar / ラカザル（独オークス）
- 2017年生
  - In Swoop / インスウープ（独ダービー、エドヴィル賞、シャンティイ大賞、凱旋門賞2着）[35]
  - Torquator Tasso / トルカータータッソ（ベルリン大賞、バーデン大賞、凱旋門賞、ハンザ大賞）[36]
- 2018年生
  - Alenquer / アレンカー（タタソールズゴールドカップ、キングエドワード7世ステークス、クラシックトライアル、ウィンターダービー）[37]
  - Mendocino / メンドシノ（バーデン大賞）[38]
  - India / インディア（オイロパ賞、マクデブルク大賞、フュルシュテンベルクレネン、ヴァルトプファートトロフィー、アレフランス賞）[39]
- 2020年生
  - Goliath / ゴリアット (キングジョージ6世＆クイーンエリザベスステークス、エドヴィル賞)[40]

## 血統表
| アドラーフルークの血統 | アドラーフルークの血統                          | アドラーフルークの血統                          | （血統表の出典）                                | （血統表の出典） |
| 父系                   | サドラーズウェルズ系                            | サドラーズウェルズ系                            | サドラーズウェルズ系                            | [ § 2 ]          |
| 父 In the Wings 1986   | 父の父Sadler's Wells 1981                       | Northern Dancer                                 | Nearctic                                        | Nearctic         |
| 父 In the Wings 1986   | 父の父Sadler's Wells 1981                       | Northern Dancer                                 | Natalma                                         |                  |
| 父 In the Wings 1986   | 父の父Sadler's Wells 1981                       | Fairy Bridge                                    | Bold Reason                                     | Bold Reason      |
| 父 In the Wings 1986   | 父の父Sadler's Wells 1981                       | Fairy Bridge                                    | Special                                         |                  |
| 父 In the Wings 1986   | 父の母High Hawk 1980                            | Shirley Heights                                 | Mill Reef                                       | Mill Reef        |
| 父 In the Wings 1986   | 父の母High Hawk 1980                            | Shirley Heights                                 | Hardiemma                                       |                  |
| 父 In the Wings 1986   | 父の母High Hawk 1980                            | Sunbittern                                      | *シーホーク                                     | *シーホーク      |
| 父 In the Wings 1986   | 父の母High Hawk 1980                            | Sunbittern                                      | Pantoufle                                       |                  |
| 母 Aiyana 1993         | 母の父*ラストタイクーン 1983                    | *トライマイベスト                               | Northern Dancer                                 | Northern Dancer  |
| 母 Aiyana 1993         | 母の父*ラストタイクーン 1983                    | *トライマイベスト                               | Sex Appeal                                      |                  |
| 母 Aiyana 1993         | 母の父*ラストタイクーン 1983                    | Mill Princess                                   | Mill Reef                                       | Mill Reef        |
| 母 Aiyana 1993         | 母の父*ラストタイクーン 1983                    | Mill Princess                                   | Irish Lass                                      |                  |
| 母 Aiyana 1993         | 母の母Alya 1984                                 | Lombard                                         | Agio                                            | Agio             |
| 母 Aiyana 1993         | 母の母Alya 1984                                 | Lombard                                         | Promised Lady                                   |                  |
| 母 Aiyana 1993         | 母の母Alya 1984                                 | Anatevka                                        | Espresso                                        | Espresso         |
| 母 Aiyana 1993         | 母の母Alya 1984                                 | Anatevka                                        | Almyra                                          |                  |
| 母系(F-No.)            | (FN:F-9)                                        | (FN:F-9)                                        | (FN:F-9)                                        | [ § 3 ]          |
| 5代内の近親交配        | Northern Dancer 3×4=18.75%、Mill Reef 4×4=12.5% | Northern Dancer 3×4=18.75%、Mill Reef 4×4=12.5% | Northern Dancer 3×4=18.75%、Mill Reef 4×4=12.5% | [ § 4 ]          |
| 出典                   | 1. 2. 3. 4.                                     | 1. 2. 3. 4.                                     | 1. 2. 3. 4.                                     | 1. 2. 3. 4.      |

- 2代母アルヤは、アレグレッタ（アーバンシー、キングズベストの母）の全妹[31]。